# 小値賀島
小値賀島（おぢかじま）は、九州本土から西へ約50キロメートル離れた五島列島の北部にある島（有人島）である。全島が長崎県北松浦郡小値賀町に属する。 人口 - 2,229人（2015年国勢調査確定値）。

## 地理
五島列島の北部、宇久島と中通島の間に位置する。一般的には五島列島に含められることが多いが、長崎県では平戸諸島の一部としている。島の東には野崎島、六島があるほか、島の周囲には納島、斑島、藪路木島、大島、宇々島、黒島、小黒島など小さな島が点在する。このうち斑島と黒島は小値賀島から橋で結ばれている。
海中火山の噴火によってできた比較的平坦な島で、小値賀火山島群では最大の島にあたる。かつては島の中央部が浅い海となって東西2つの島に分かれていたが、1334年に干拓が行われて一続きの島となった。

## 歴史
古代、小値賀島が細長い瀬戸によって東西二つの島であったことから、『古事記』の天両屋（両児島）は小値賀島だったのではないかと森浩一は推測している。室町時代まで、小値賀島と浦部島（中通島）においては、青方（五島）氏と松浦氏の両家が交互に地頭職を務めていたが、観応2年（1351年）に、小値賀島と浦部島の一部を平戸領（松浦藩）とし、浦部島の大半を青方領（五島藩）とすることで和解した。以後、小値賀島は、明治まで平戸藩に属することになった。

## 交通

### 航路

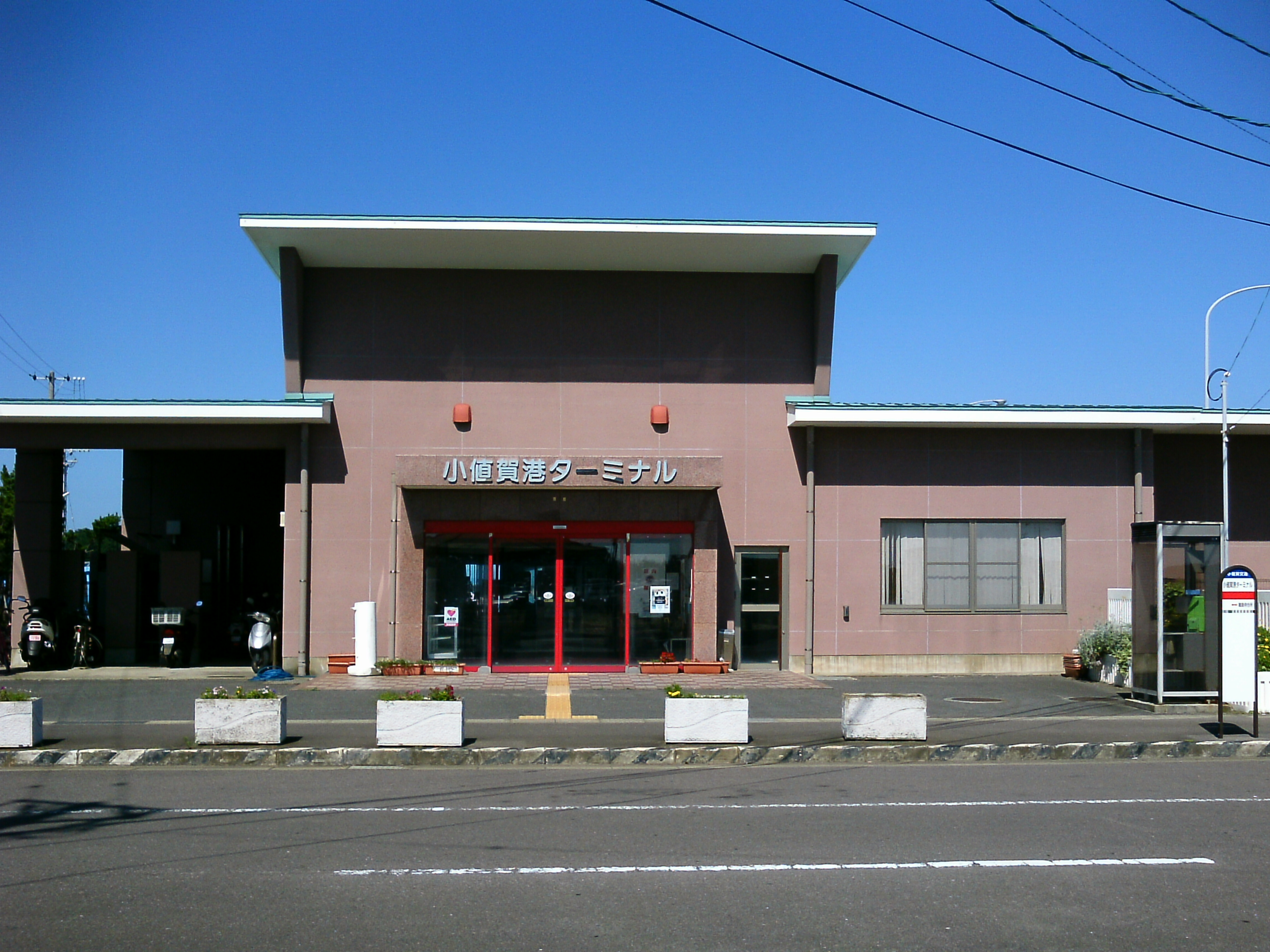
小値賀港ターミナル

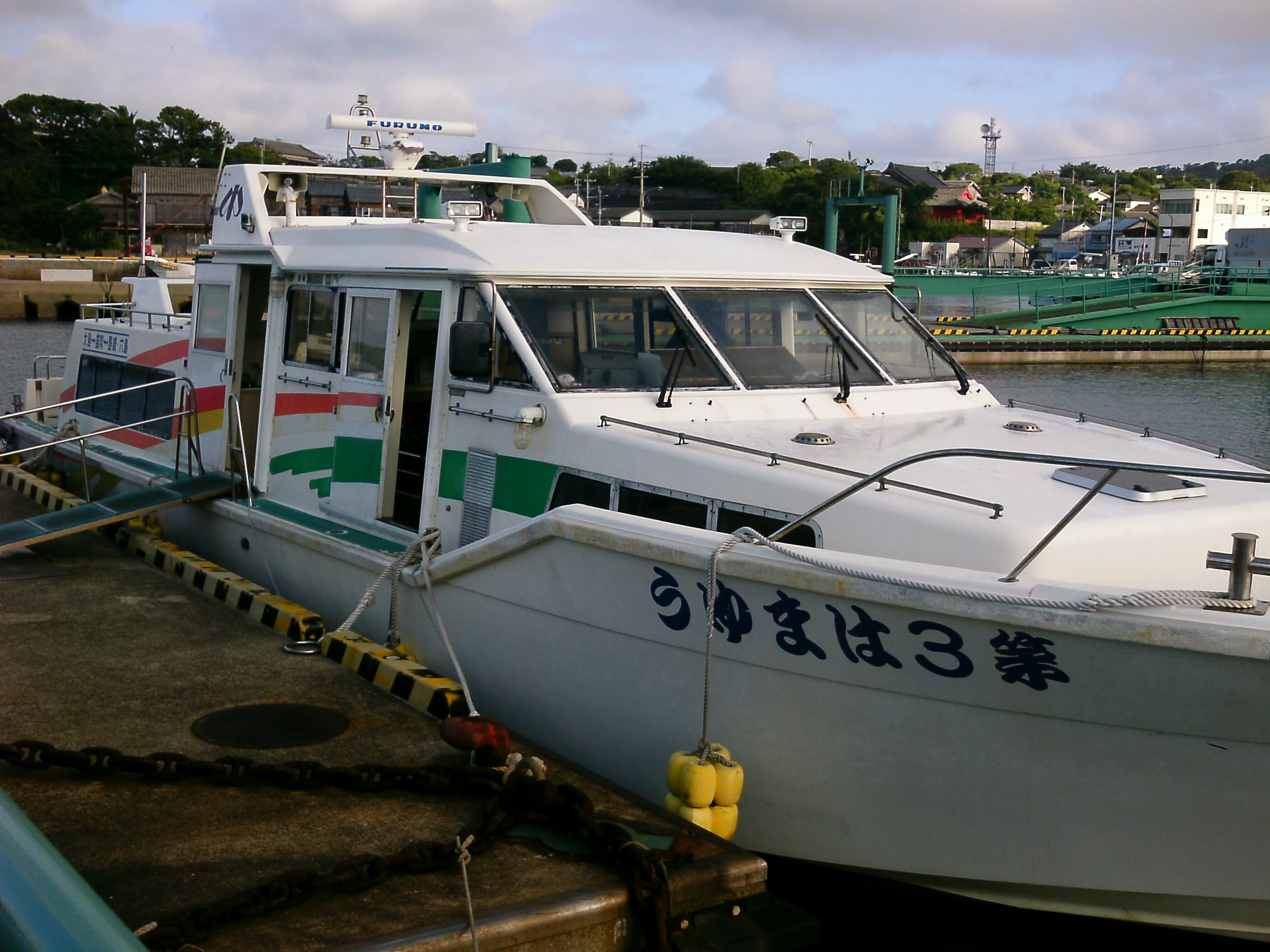
小値賀町営船（野崎島行）

島の南部の笛吹港（小値賀港ターミナル）まで、佐世保港（佐世保市）から高速船とフェリーが、博多港（福岡市）からフェリーがそれぞれ運航されている。
- 九州商船（高速船・フェリー）
  - 佐世保 - 宇久平（宇久島） - 小値賀島 - 佐世保

　　※高速船の始発便・最終便は有川（新上五島町・中通島）発着
- 野母商船（フェリー）
  - 博多 - 宇久平 - 小値賀島 - 青方（新上五島町・中通島） - 福江（五島市・福江島）

笛吹港（小値賀港ターミナルに隣接する離島待合所）には六島・大島への町営旅客船が発着するほか、島の北部の柳港には納島・寺島（佐世保市）・神浦（佐世保市・宇久島）への旅客船が発着する。

### 航空
島の東部に小値賀空港があり、長崎空港・福岡空港からの路線があったが2006年3月31日限りで定期航空路が全廃されており、旅客は取り扱っていない。

### バス
小値賀交通が島内および斑島への路線バスを運行している。

## 名所・観光スポット
- あわび館 - 小値賀特産のアワビなどの魚介類や漁具などを紹介・展示。小値賀港すぐ。
- 姫の松原
- 前方湾周辺海底遺跡
- 歴史民俗資料館
- 柿の浜海水浴場

### 重要文化的景観
島の中心部となる笛吹郷の全域（港湾部含む）と柳郷・前方郷・新田郷・唐見崎郷・長崎鼻郷とその地先海岸の各一部、および隣接する野崎島、洋上域を含む大島と宇々島が「小値賀諸島の文化的景観」の名称で文化財保護法に基づく重要文化的景観として選定されている。

## 出身の有名人
- 近藤鉄太郎 - テレビ愛媛→KBCアナウンサー